# Dudás János (labdarúgó)
Dudás János (Budafok, 1911. január 11. – 1979. július 28.) válogatott labdarúgó, csatár.

## Pályafutása

### Klubcsapatban
1927-től a budafoki MTE játékosa volt. 1933-ban szerződött az MTK-hoz. 1940 nyarától szerepelt a Csepelben.

### A válogatottban
1935 és 1942 között 21 alkalommal szerepelt a válogatottban és három gólt szerzett. Tagja volt az 1938-as világbajnokságra készülő bővebb keretnek, de az utazó csapatba nem került be.

## Sikerei, díjai
- Magyar bajnokság
  - bajnok: 1935–36, 1936–37, 1941–42, 1942–43
  - 2.: 1939–40
  - 3.: 1937–38, 1938–39

## Statisztika

### Mérkőzései a válogatottban
| Magyarország | Magyarország         | Magyarország                    | Magyarország  | Magyarország | Magyarország  | Magyarország | Magyarország | Magyarország |
| #            | Dátum                | Helyszín                        | Hazai         | Eredmény     | Vendég        | Kiírás       | Gólok        | Esemény      |
| ------------ | -------------------- | ------------------------------- | ------------- | ------------ | ------------- | ------------ | ------------ | ------------ |
| 1.           | 1935. október 6.     | Bécs                            | Ausztria      | 4 – 4        | Magyarország  | Európa-kupa  | -            |              |
| 2.           | 1935. november 10.   | Budapest, Üllői úti pálya       | Magyarország  | 6 – 1        | Svájc         | barátságos   | -            |              |
| 3.           | 1935. november 24.   | Milánó                          | Olaszország   | 2 – 2        | Magyarország  | Európa-kupa  | -            |              |
| 4.           | 1936. március 15.    | Budapest, Hungária körúti pálya | Magyarország  | 3 – 2        | Németország   | barátságos   | -            |              |
| 5.           | 1936. május 3.       | Budapest, Hungária körúti pálya | Magyarország  | 3 – 3        | Írország      | barátságos   | -            |              |
| 6.           | 1936. május 31.      | Budapest, Hungária körúti pálya | Magyarország  | 1 – 2        | Olaszország   | barátságos   | -            |              |
| 7.           | 1936. december 2.    | London                          | Anglia        | 6 – 2        | Magyarország  | barátságos   | -            |              |
| 8.           | 1936. december 6.    | Dublin                          | Írország      | 2 – 3        | Magyarország  | barátságos   | -            |              |
| 9.           | 1937. április 11.    | Bázel                           | Svájc         | 1 – 5        | Magyarország  | Európa-kupa  | 1            | 77'          |
| 10.          | 1937. szeptember 19. | Budapest, Hungária körúti pálya | Magyarország  | 8 – 3        | Csehszlovákia | barátságos   | -            |              |
| 11.          | 1938. január 9.      | Lisszabon                       | Portugália    | 4 – 0        | Magyarország  | barátságos   | -            |              |
| 12.          | 1938. január 16.     | Luxembourg                      | Luxemburg     | 0 – 6        | Magyarország  | barátságos   | -            |              |
| 13.          | 1938. december 7.    | Glasgow, Ibrox Park             | Skócia        | 3 – 1        | Magyarország  | barátságos   | -            |              |
| 14.          | 1939. február 26.    | Rotterdam, Feijenoord Stadion   | Hollandia     | 3 – 2        | Magyarország  | barátságos   | -            |              |
| 15.          | 1939. augusztus 27.  | Varsó                           | Lengyelország | 4 – 2        | Magyarország  | barátságos   | -            |              |
| 16.          | 1939. szeptember 24. | Budapest, Üllői úti pálya       | Magyarország  | 5 – 1        | Németország   | barátságos   | 1            | 79'          |
| 17.          | 1940. március 31.    | Budapest, Üllői úti pálya       | Magyarország  | 3 – 0        | Svájc         | Európa-kupa  | -            |              |
| 18.          | 1940. május 2.       | Budapest, Üllői úti pálya       | Magyarország  | 1 – 0        | Horvátország  | barátságos   | 1            | 86'          |
| 19.          | 1940. május 19.      | Budapest, Üllői úti pálya       | Magyarország  | 2 – 0        | Románia       | barátságos   | -            |              |
| 20.          | 1941. november 16.   | Zürich, Hardturm stadion        | Svájc         | 1 – 2        | Magyarország  | barátságos   | -            |              |
| 21.          | 1942. május 3.       | Budapest, Üllői úti pálya       | Magyarország  | 3 – 5        | Németország   | barátságos   | -            |              |
|              | Összesen             |                                 |               | 21           | mérkőzés      |              | 3            | gól          |